# Lambert Schaus
Pour les articles homonymes, voir Schaus.
Lambert Schaus, né le 18 janvier 1908 à Luxembourg au Luxembourg et mort le 10 août 1976, est un homme politique, juriste et diplomate luxembourgeois. Il a été ministre et Commissaire européen.

## Biographie
Schaus est né dans la ville de Luxembourg d'un père bijoutier. Il étudie la jurisprudence à Paris et à Bonn. En 1932, Schaus est nommé en tant qu'avocat à la cour d’appel luxembourgeoise. Avant la Seconde Guerre mondiale, Schaus est actif dans la politique locale en tant que conseiller municipal. Lorsqu'il refuse de soutenir l'occupation du Luxembourg par l'Allemagne, il est arrêté, en 1941, par la Gestapo et interné dans un camp de travail, où il travaille à la construction d'autoroutes. Plus tard, il est fait assistant de bureau dans le bureau administratif du district de Cochem, et plus tard est stationné des camps de travail de la région des Sudètes et de la Forêt-Noire.
De retour au Luxembourg après la guerre, il devient ministre de l'Économie et de l'Armée dans le gouvernement de Pierre Dupong, en août 1946, représentant le CSV. Il est responsable de la difficile reconstruction et de la première armée permanente du grand-duché. En juillet 1948, Schaus quitte le gouvernement, et redevint conseiller municipal jusqu'en 1952. À partir de 1952, il devient envoyé spécial, et à partir de 1955 ambassadeur en Belgique, basé à Bruxelles. Dans ce rôle, il est fortement impliqué dans le développement de l'intégration européenne et conduit la délégation luxembourgeoise lors des négociations de formation de la Communauté économique européenne et de l'Euratom.
Le 18 juin 1958, Schaus est nommé représentant du Luxembourg à l'édition inaugurale de la Commission européenne, la Commission Hallstein I, pour remplacer le récemment décédé Michel Rasquin. Schaus a la responsabilité du portefeuille du Transport. Il s'attache en particulier à politique commune de trafic entre  les États de la CEE, ainsi qu'a l'ouverture des marchés nationaux de transport aux entreprises d'autres États. Il est nommé de nouveau dans la deuxième commission Hallstein en 1962 et sert jusqu'en 1967. Il est remplacé par Victor Bodson.